# Taraxacum contractum
Taraxacum contractum — вид квіткових рослин з родини айстрових (Asteraceae). Вид зростає в Європі: Данія, Фінляндія, Німеччина, Австрія, Польща, Чехія; це багаторічна рослина помірних біомів.